# Tervarivier
Tervarivier (Zweeds – Fins: Tervajoki) is een rivier binnen de Zweedse gemeente Pajala. De Tervajoki is een bijna-bifurcatie. De rivier ontvangt (mede) water uit de Suksirivier en voert dat af naar de Lompolorivier. De Suksirivier behoort via de Kaunisrivier tot het stroomgebied van de Muonio. De Lompolorivier behoort tot het stroomgebied van de Käymärivier.
De stroomgebieden van Muonio- en Käymärivier zijn beide echter een deel van het Stroomgebied van de Torne, vandaar dat het geen echte bifurcatie is.